# Trifluoruro de bromo
El trifluoruro de bromo es un compuesto químico interhalógeno con fórmula química BrF3. Contiene iones de bromo y fluoruro. El bromo se encuentra en estado de oxidación +3. Es un líquido de color pajizo con un olor penetrante. Es soluble en ácido sulfúrico, pero reacciona violentamente con agua y compuestos orgánicos. Es un poderoso agente fluorante y un disolvente inorgánico ionizante. Se utiliza para producir hexafluoruro de uranio (UF6) en el procesamiento y reprocesamiento del combustible nuclear.

## Propiedades
El trifluoruro de bromo es un líquido incoloro fumante. Es muy reactivo y ataca fuertemente la piel. Incluso el cuarzo y otros silicatos son atacados notablemente a 30 °C. Absorbe el agua y reacciona con ella. Puede disolverse en ácido sulfúrico concentrado. Conduce electricidad. Puede disolver otros fluoruros.
Al igual que el trifluoruro de cloro y el trifluoruro de yodo, el trifluoruro de bromo es una molécula en forma de T. La distancia entre el bromo y el flúor axial es de 181  pm, mientras que la distancia al flúor medio es 172 pm. El ángulo entre el flúor de en medio y el axial es de 86,2°.

## Preparación
Se hace reaccionando flúor frío con bromo. 
El trifluoruro de bromo fue descrito por primera vez por Paul Lebeau en 1906, quien obtuvo el material por reacción de bromo con flúor a 20 °C:
{\displaystyle \mathrm {Br_{2}+3\ F_{2}\longrightarrow 2\ BrF_{3}} }
El flúor caliente produce pentafluoruro de bromo.
También es posible la producción por desproporción del monofluoruro de bromo:
{\displaystyle \mathrm {3\ BrF\longrightarrow BrF_{3}+Br_{2}} }

## Reactividad química
El BrF3 reacciona rápida y exotérmicamente con agua para liberar ácido bromhídrico y ácido fluorhídrico:
{\displaystyle \mathrm {BrF_{3}+2\ H_{2}O\longrightarrow 3\ HF+HBr+O_{2}} }
El BrF3 es un agente fluorante, pero menos reactivo que ClF3. El líquido conduce la electricidad, debido a la autoionización:
2 BrF3 ⇌ BrF2+ + BrF4−
Muchos fluoruros iónicos se disuelven fácilmente en BrF3 formando fluoroaniones:
{\displaystyle \mathrm {BrF_{3}+KF\longrightarrow KBrF_{4}} }
Los fluoruros covalentes también pueden reaccionar como aceptores de fluoruro, lo que los hace ácidos en este disolvente:
{\displaystyle \mathrm {BrF_{3}+SbF_{5}\longrightarrow [BrF_{2}^{+}][SbF_{6}^{-}]} }